# Gazela-dorcas
A gazela-dorcas (Gazella dorcas) é um mamífero artiodáctilo da família dos bovídeos que vive nas regiões desérticas e semidesérticas do norte da África e sudoeste da Ásia, sendo, portanto, o único antílope que ocorre em ambos os continentes. Às vezes também conhecidas simplesmente pelo nome de dorcas, tais mamíferos estão na lista vermelha da IUCN de «animais vulneráveis», tendo em vista a redução drástica de sua população nas últimas duas décadas desde 1990.

## Etimologia
O termo dorcas significa «gazela» em grego e se refere bem a este pequeno antílope, que é conhecido por sua beleza, agilidade, graciosidade e olhos brilhantes.

## Características
É uma espécie de gazela que apresenta coloração pardo-clara com a barriga branca e chifres não muito grandes curvados para trás. A parte superior da pele é de cor bege, ou de um avermelhado-argiloso, com a parte baixa da barriga e dos flancos branca. Apresenta também uma espécie de máscara branca na cara com algum preto à volta dos olhos. Seus cornos são em forma de lira. 
É um dos animais que mais bem se adaptam ao deserto, já que podem passar toda a sua vida sem provar uma gota de água. Existem em quase todo o deserto do Saara. 
Ao comunicar-se emitem um ruído de alarme que parece o grasnar de um pato. 

## Subespécies
- Gazella dorcas beccarii – gazela-dorcas-eritreia
- G. d. dorcas – gazela-dorcas-egípcia
- G. d. isabella = /littoralis/ – gazela-isabella
- G. d. massaesyla – gazela-dorcas-marroquina
- G. d. osiris = /neglecta/ – gazela-dorcas-saariana
- G. d. pelzelni – gazelle-de-pelzeln

## Galeria

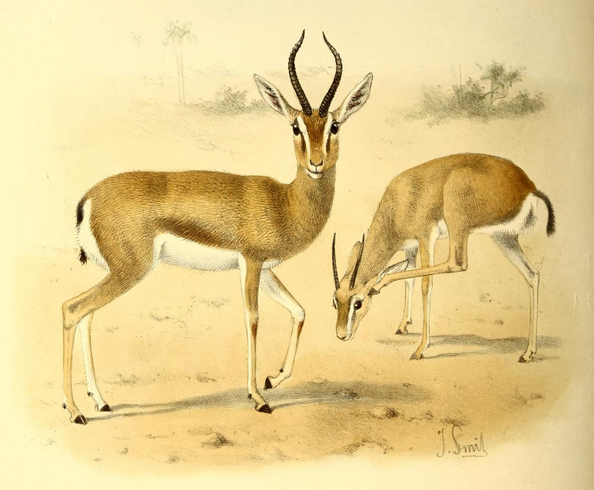
Ilustração G. d. dorcas
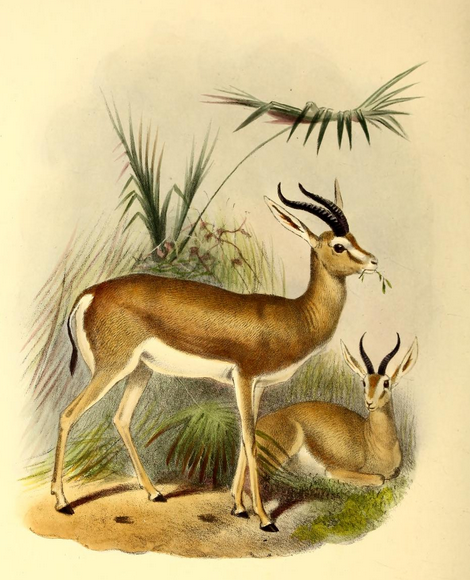
Ilustração G. d. isabella
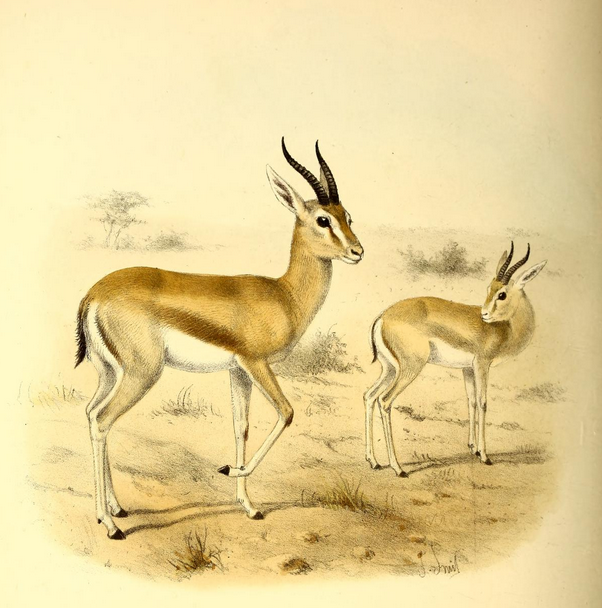
Ilustração G. d. pelzelni
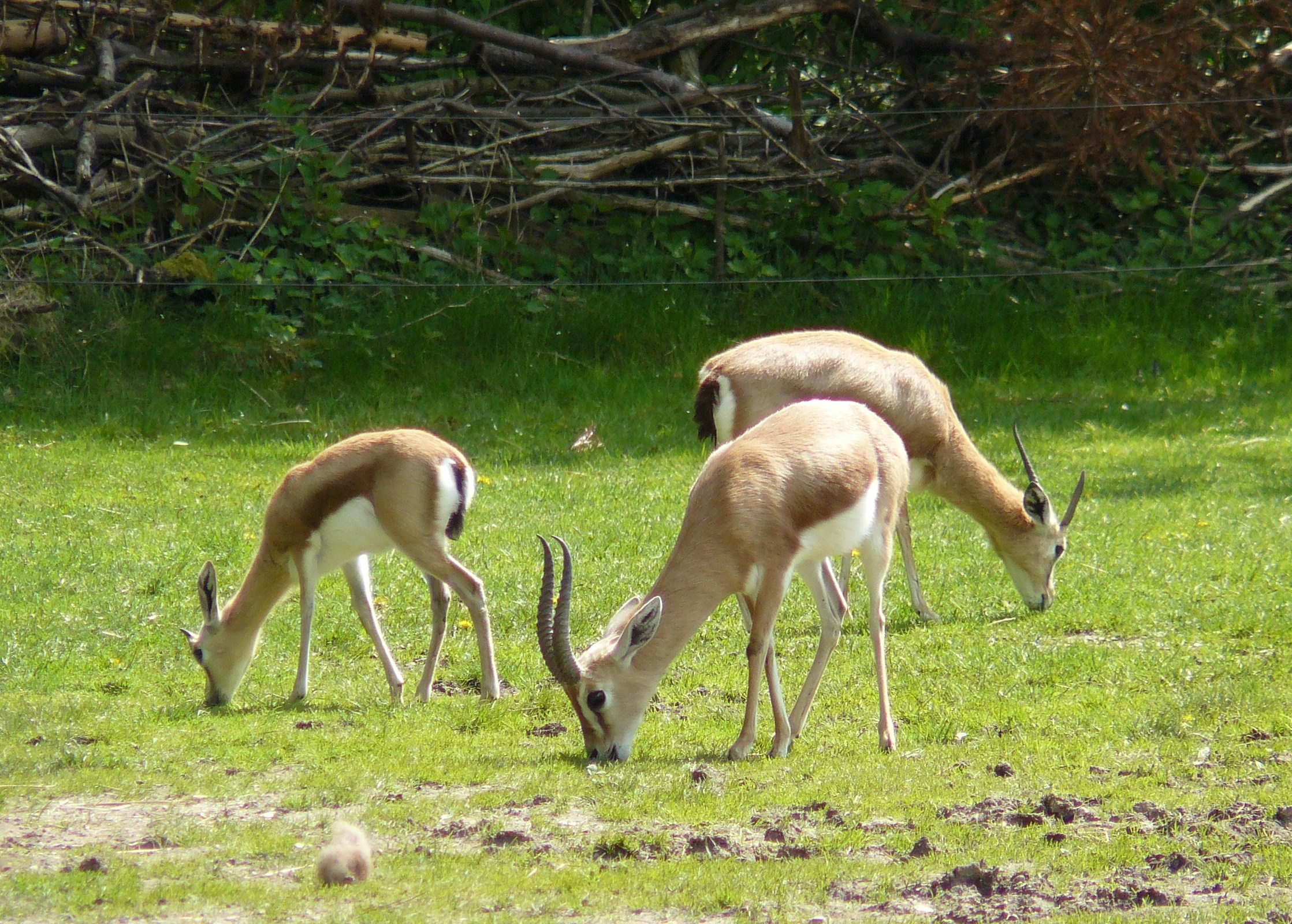
Dorcas pastando
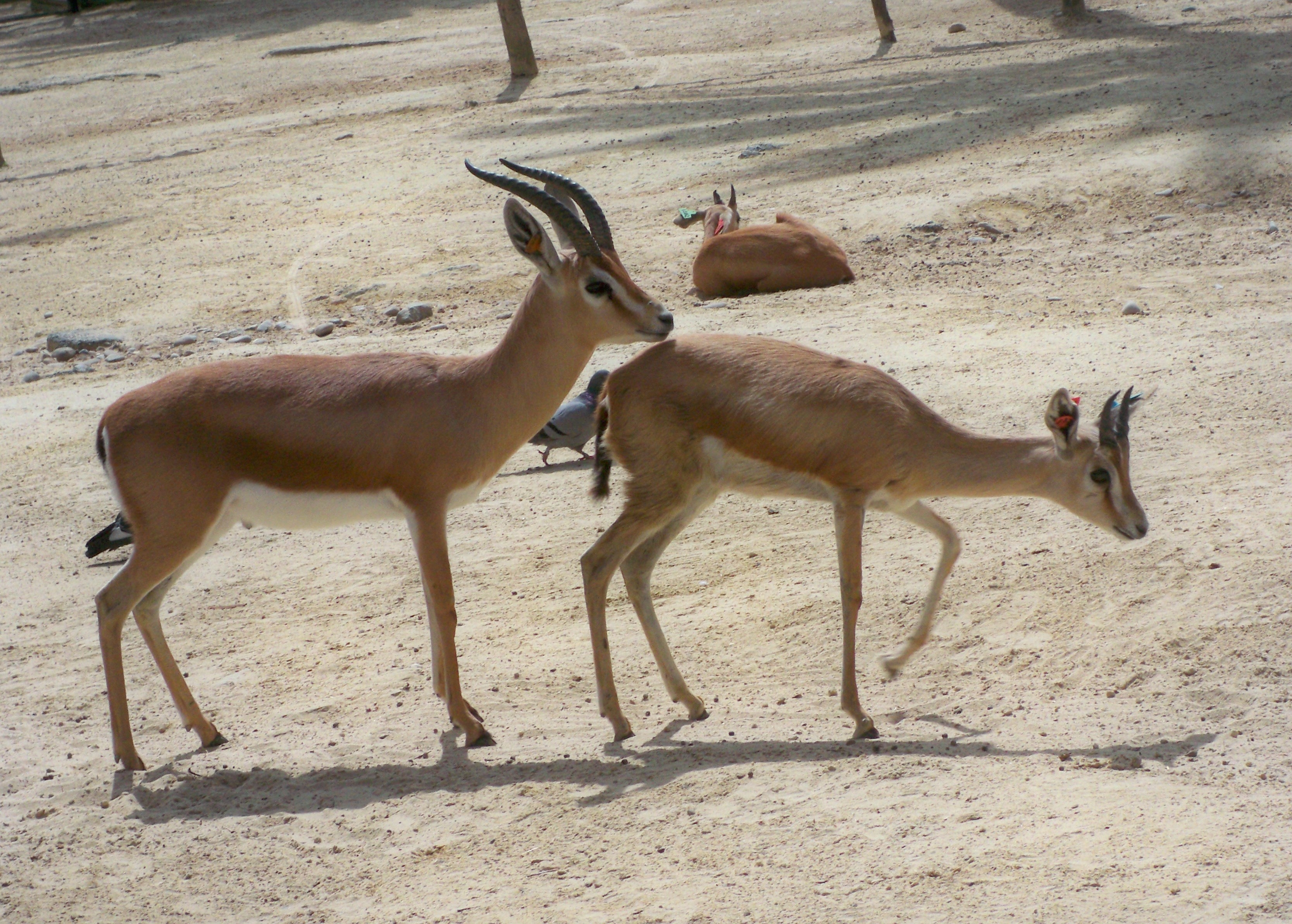
Um casal na época do acasalamento
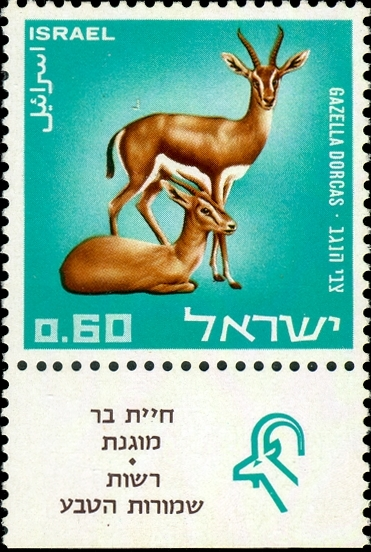
Ilustração num selo israelense